# Анатоли Папанов
Анато̀ли Дмѝтриевич Папа̀нов (на руски: Анато́лий Дми́триевич Папа́нов) е съветски актьор. С неговия глас говори Вълкът от детския сериал „Ну, погоди!“.

## Биография
Роден е през 1922 г. във Вязма в семейството на руския военен Дмитрий Филипович и полската модистка Елена Болеславовна Росковска.

## Избрана филмография
1. 1937: Ленин през октомври – работник
2. 1939: Ленин през 1918 г. – епизод
3. 1963: Шевове-пътечки – старши лейтенант на милиция
4. 1964: Дайте книгата за жалби – Кутайцев – заместник-директор на ресторанта
5. 1966: Пази се от автомобила – Сокол-Кружкин, тъст на Семицветов
6. 1968: Диамантената ръка – Льолик
7. 1968: Седем старци и едно момиче – юрисконсулт
8. 1971: Джентълмени с късмет – летовник в хотел в град Навукасин
9. 1973: Лошият добър човек – доктор Самойленко
10. 1976: Дванадесетте стола – Иполит Воробянинов
11. 1977: Инкогнито от Петербург – Антон Сквозник-Дмухановски

## Озвучаване
- 1969 – 1993: Ну, погоди! – Вълк